# Юрґен Вагнер
Юрґен Вагнер (нім. Jürgen Wagner; 9 вересня 1901, Страсбург, Німецька імперія — 27 червня 1947, Белград, Югославія) — німецький офіцер Ваффен-СС, бригадефюрер СС і генерал-майор Ваффен-СС, кавалер Лицарського хреста Залізного хреста з Дубовим листям.

## Біографія

### Ранні роки
Юрґен Вагнер народився 9 вересня 1901 року в місті Страсбург. У 1921-26 роках служив в рейхсвері. 15 червня 1931 році Вагнер вступив в НСДАП (партійний квиток № 707 279), 1 листопада — в  СС (службове посвідчення № 23 692). У 1933 році зарахований до Лейбштандарту СС «Адольф Гітлер», в 1939 році переведений в штандарт СС «Дойчланд».

### Друга світова війна
Юрґен Вагнер взяв участь в Польській, Французькій, Балканській кампаніях і в боях на Східному фронті. З 8 липня 1941 був командиром моторизованого полку СС «Дер Фюрер» моторизованої дивізії СС «Райх». З 1 вересня 1941 командував 11-м гірськострілецьким полком СС гірської дивізії СС «Норд». У листопаді 1941 був тяжко поранений. З травня 1942 року був командиром полку СС «Германія» в складі дивізії СС «Вікінг».
В 1944 році командував полком СС «Ландсторм Недерланд», потім 4-ю добровольчою панцергренадерською бригадою СС «Недерланд». Одночасно в квітні — травні 1944 року тимчасово виконував обов'язки командира 4-ї поліцейської панцергренадерської дивізії СС. 10 лютого 1945 року призначений командиром 23-ї добровольчої панцергренадерської дивізії СС «Недерланд», створеної на базі 4-ї добровольчої панцергренадерської бригади СС «Недерланд».

### Життя після війни
У травні 1945 року здався англо-американським військам, був переданий югославській владі. Процес у справі Вагнера проходив в Зренянені 29 травня — 6 червня 1947 року. Юрґен Вагнер був засуджений до смертної кари і повішений 27 червня 1947 року в Белграді.

## Сім'я
Був одружений, мав дочку.

## Звання
- Манн СС (15 червня 1931)
- Шарфюрер СС (15 березня 1932)
- Труппфюрер СС (2 квітня 1932)
- Штурмфюрер СС (20 квітня 1933)
- Штурмбаннфюрер СС (1 жовтня 1933)
- Оберштурмбаннфюрер СС (4 липня 1934)
- Штандартенфюрер СС (1 вересня 1941)
- Оберфюрер СС (9 листопада 1942)
- Бригадефюрер СС і генерал-майор Ваффен-СС (20 квітня 1944)

## Нагороди
- Німецький Олімпійський знак 2-го класу
- Німецький кінний знак в сріблі
- Кільце «Мертва голова»
- Почесна шпага рейхсфюрера СС
- Медаль «За вислугу років у СС» 4-го, 3-го і 2-го ступеня (12 років)
- Медаль «У пам'ять 13 березня 1938 року»
- Медаль «У пам'ять 1 жовтня 1938»
- Залізний хрест
  - 2-го класу (16 травня 1940)
  - 1-го класу (1 липня 1940)
- Штурмовий піхотний знак в сріблі (31 березня 1941)
- Нагрудний знак «За поранення» в чорному
- Медаль «За зимову кампанію на Сході 1941/42»
- Німецький хрест в золоті (8 грудня 1942) як штандартенфюрер СС і командир моторизованого полку СС «Германія»
- Лицарський хрест Залізного хреста з Дубовим листям
  - Лицарський хрест (24 липня 1943) як оберфюрер СС і командир 9-го панцергренадерського полку СС «Германія»
  - Дубове листя (№ 680) (11 грудня 1944) як бригадефюрер СС і генерал-майор Ваффен-СС і командир 4-ї добровольчої панцергренадерської бригади СС «Недерланд»